# Lisa Vitting
Lisa Vitting (ur. 9 lipca 1991 w Moers) – niemiecka pływaczka, mistrzyni Europy, dwukrotna wicemistrzyni Europy (basen 25 m).
Specjalizuje się w pływaniu stylem dowolnym. Największym jej sukcesem jest złoty medal mistrzostw Europy w Budapeszcie w 2010 roku wraz ze sztafetą 4 x 100 metrów stylem dowolnym.